# Pilismarót
Pilismarót is een plaats (község) en gemeente in het Hongaarse comitaat Komárom-Esztergom. Pilismarót telt 2,022 inwoners (2004).

## Geboren
- Gusztáv Gegus (1855-1933), Hongaars minister